# Osváth Júlia

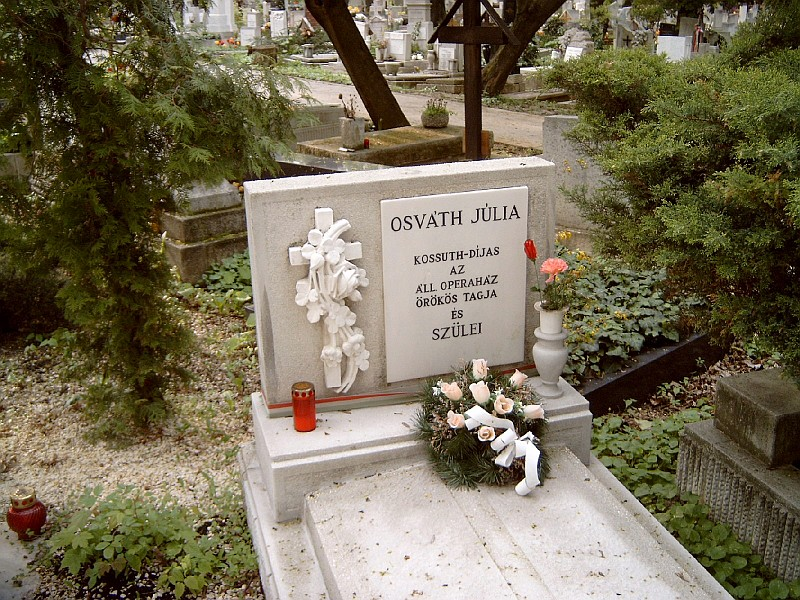
Osváth Júlia sírja Budapesten. Farkasréti temető: 1/7-1-34.

Osváth Júlia (Rákospalota, 1908. február 15. –‎ Budapest, 1994. augusztus 20.) Kossuth-díjas magyar opera-énekesnő (szoprán). A 20. század egyik legnagyobb magyar színpadi művésze.

## Élete
Kilencévesen kezdett zongorázni tanulni. Tizenötéves korától varrónőként kellett hozzájárulnia a család költségvetéséhez. Rövid énekképzésben vett részt a budai Zeneakadémián, ez után Lichtenberg Emil kórusának lett tagja, majd szólistája. 1929-ben a Palestrina Kórus, 1930-tól a budapesti Mátyás-templom szólistája. 1933-ban a Zeneakadémián egy tanév alatt elvégzett három évfolyamot és magánúton tanult tovább Palotay Árpád növendékeként. Később énekmestere dr. Sipos Jenő volt.
Radnai Miklós meghallgatás alapján szerződtette 1934-ben az Operaházba. 1935. június 17-én, Székelyhidy Ferenc dr. huszonöt éves tagságának jubileumi előadásában debütált Gara Máriaként Erkel Hunyadi Lászlójában. 1936-tól volt rendes tag 1966-os nyugdíjazásáig, de még három évig szerepelt. Utoljára 1969. március 12-én, a Don Juan Donna Annájaként lépett a budapesti közönség elé. Pályája első szakaszában főleg lírai koloratúrszoprán szerepeket énekelt, főként Mozart-operákban, később számtalan spinto és drámai szoprán hangra írott alak is repertoárjába került Verdi és Wagner műveiből.
Az 1937-es Salzburgi Ünnepi Játékokra Toscanini őt választotta az Éj királynője szerepére (Mozart: A varázsfuvola). Sikerrel lépett fel Bécsben, Oostendében, Bukarestben, Moszkvában.
Az énekesi adottságok és színészi képességek ideálisan találkoztak benne, nagyszerűen ábrázolt hanggal is.
Tulajdonképpen sohasem akartam operaházi tag lenni. Van, aki mindent megtesz, hogy odajusson, mamája bekopog ide-oda, velem nem törődött senki. Fiatal voltam, élveztem, hogy szép vagyok, hogy sikerem van. De mindez mulandó, hiába… ma már nem olyan az ember. 63 éves koromban még Paminát énekeltem. Mást már eltemetnek ilyenkor.
A nyilvánosságtól elvonulva élt. Jeles amatőrcsillagász és hobbifestő is volt.
A férje dr. Palik Frigyes (1899–1962) főorvos, egyetemi tanár, Szabó Lujza opera-énekesnő özvegye volt. Gyermekeik nem születtek.

## Szerepei
- Vincenzo Bellini: Norma – Adalgisa
- Pjotr Iljics Csajkovszkij: Jevgenyij Anyegin – Tatyjana
- Werner Egk: A csodahegedű – Gréti
- Erkel Ferenc: Hunyadi László – Gara Mária
- Erkel Ferenc: Bánk bán – Melinda
- Christoph Willibald Gluck: A rászedett kádi – Fatime
- Christoph Willibald Gluck: Orfeusz és Eurüdiké – Eurüdiké
- Goldmark Károly: Téli rege – Perdita
- Jacobi Viktor: Sybill – címszerep
- Kacsóh Pongrác: János vitéz – A francia királykisasszony
- Kenessey Jenő: Az arany meg az asszony – Anna
- Kodály Zoltán: Czinka Panna balladája – A grófnő
- Lehár Ferenc: Garabonciás – Körösházy Ilona
- Jules Massenet: Manon – Manon Lescaut
- Wolfgang Amadeus Mozart: Szöktetés a szerájból – Konstanza
- Wolfgang Amadeus Mozart: Così fan tutte – Fiordiligi
- Wolfgang Amadeus Mozart: Figaro lakodalma – A grófné
- Wolfgang Amadeus Mozart: Don Juan – Donna Anna
- Wolfgang Amadeus Mozart: A varázsfuvola – Az Éj királynője; Pamina
- Otto Nicolai: A windsori víg nők – Fluthné
- Giacomo Puccini: Bohémélet – Musette
- Henry Purcell: Dido és Æneas – Belinda
- Gioachino Rossini: Tell Vilmos – Matild
- Bedřich Smetana: Az eladott menyasszony – Mařenka
- Johann Strauss d. S.: A denevér – Rosalinda
- Johann Strauss d. S.: Pázmán lovag – Éva
- Richard Strauss: A rózsalovag – A tábornagyné
- Giuseppe Verdi: La Traviata – Violetta Valéry
- Giuseppe Verdi: Don Carlos – Erzsébet királyné
- Giuseppe Verdi: Otello – Desdemona
- Richard Wagner: Lohengrin – Brabanti Elza
- Richard Wagner: A nürnbergi mesterdalnokok – Eva Pogner
- Ermanno Wolff-Ferrari: Susanne titka – Susanne

## Filmjei
- Erkel (1952)
- Don Juan legutolsó kalandja (1958)
- És Ön mit tud? (tv, 1962)

## Emlékezete
- 1995-ben avatták fel az Operaház főlépcsőházában Domonkos Béla őt ábrázoló szobrát.[9]
- Emlékére 2008-ban megalapították az Osváth Júlia-díjat, amelyet először Bazsinka Zsuzsanna vehetett át.
- Egykori lakóhelyén emléktáblát helyeztek el tiszteletére Budapest II. kerületében.

## Díjai, elismerései
- Kossuth-díj (1949)
- Érdemes művész (1950)
- Kiváló művész (1953)
- A Munka Vörös Zászló Érdemrendje (Szovjetunió, 1958)
- A Magyar Köztársasági Érdemrend középkeresztje (1994)